# ジョーディン・アダムス
- ジョーディン・アダームス

ジョーディン・ブラッドリー・アダムス（Jordyn Bradley Adams, 1999年10月18日 - )は、アメリカ合衆国ノースカロライナ州ケーリー出身のプロ野球選手（外野手）。右投右打。MLBのボルチモア・オリオールズ傘下所属。

## 経歴

### プロ入り前
グリーンホープ高等学校時代は野球とアメリカンフットボールの両方で才能を発揮。野球では全国の有望高校生が出場するアンダーアーマー全米野球ゲームで決勝打を放ち、また1番打者として全国高校選抜トーナメントベスト4進出に貢献した。一方フットボールではワイドレシーバーとして高校フットボールのオールスターゲームであるオールアメリカンボウルに選出されている。

### プロ入りとエンゼルス時代
2018年のMLBドラフト1巡目（全体17位）でロサンゼルス・エンゼルスから指名された。当初はノースカロライナ大学に進学して奨学金を得て野球とフットボールをプレーする予定だったが、最終的にエンゼルスと契約金347万2900ドルで契約合意し、プロ入りすることになった。なおフットボールとの二刀流は断念し、以後は野球に専念している。契約後はルーキー級アリゾナリーグ・エンゼルスとオレム・オウルズでプレーし、2球団合計で29試合に出場して、打率.267、0本塁打、13打点、5盗塁を記録した。
2019年はアリゾナリーグ・エンゼルス、A-級バーリントン・ビーズ、A級インランド・エンパイア・シックスティシクサーズの3球団合計で109試合に出場して、打率.257、8本塁打、36打点、16盗塁を記録した。
2020年は新型コロナウイルスの感染拡大の影響でマイナーリーグが開催されなかったため、公式戦の出場はなかった。
2021年はA+級トリシティ・ダストデビルズで71試合に出場して、打率.217、5本塁打、27打点、18盗塁を記録した。
2022年はA+級トリシティとAA級ロケットシティ・トラッシュパンダズの2球団合計で120試合に出場して、打率.238、4本塁打、42打点、33盗塁を記録した。
2023年1月7日に自身のXで結婚を発表した。エンゼルスのスプリングトレーニングに招待選手として参加。開幕はAAA級ソルトレイク・ビーズで迎え、89試合に出場して、打率.265、13本塁打、60打点、37盗塁を記録。8月1日にグリフィン・キャニングの負傷者入りに伴って、メジャー初昇格を果たした。翌日の8月3日に「9番・中堅手」で先発出場し、8月19日のタンパベイ・レイズ戦でメジャー初安打を放ったが、その試合で痛恨の落球をしてしまい、翌20日にマイナーに降格した。ここまで10試合に出場して、打率.143、0打点、0盗塁と結果を残せていなかった。9月に再昇格して7試合に出場したがここでも結果は残せず、最終的に17試合に出場して打率.128、本塁打0本という成績に終わった。
2024年11月19日、エリック・ワガマンと共にエンゼルスからDFAとなった。

### オリオールズ時代
2024年12月19日、ボルチモア・オリオールズとマイナー契約を結んだ。2025年の開幕はAAA級ノーフォーク・タイズで迎えたが、5月31日にライアン・マウントキャッスルの負傷者リスト入りに伴って移籍後初昇格を果たし、同日のシカゴ・ホワイトソックス戦に2点リードの9回、ホルヘ・マテオに替わって中堅手の守備に就き、移籍後初出場を果たした。8月19日に40人枠から外れ、AAA級ノーフォークに配属された。

## 選手としての特徴
マイナー時代の2022年に33盗塁（盗塁死3）を記録しているように俊足が最大の武器。そして身体能力も高い。

## 詳細情報

### 年度別打撃成績
| 年 度    | 球 団    | 試 合 | 打 席 | 打 数 | 得 点 | 安 打 | 二 塁 打 | 三 塁 打 | 本 塁 打 | 塁 打 | 打 点 | 盗 塁 | 盗 塁 死 | 犠 打 | 犠 飛 | 四 球 | 敬 遠 | 死 球 | 三 振 | 併 殺 打 | 打 率 | 出 塁 率 | 長 打 率 | O P S |
| -------- | -------- | ----- | ----- | ----- | ----- | ----- | -------- | -------- | -------- | ----- | ----- | ----- | -------- | ----- | ----- | ----- | ----- | ----- | ----- | -------- | ----- | -------- | -------- | ----- |
| 2023     | LAA      | 17    | 40    | 39    | 1     | 5     | 0        | 0        | 0        | 5     | 1     | 1     | 2        | 0     | 1     | 0     | 0     | 0     | 16    | 0        | .128  | .125     | .128     | .253  |
| 2024     | LAA      | 11    | 38    | 35    | 4     | 8     | 0        | 0        | 1        | 11    | 4     | 2     | 0        | 0     | 0     | 3     | 0     | 0     | 12    | 1        | .229  | .289     | .314     | .603  |
| MLB：2年 | MLB：2年 | 28    | 78    | 74    | 5     | 13    | 0        | 0        | 1        | 16    | 5     | 3     | 2        | 0     | 1     | 3     | 0     | 0     | 28    | 1        | .176  | .205     | .216     | .421  |

- 2024年度シーズン終了時

### 年度別守備成績
| 年 度 | 球 団 | 左翼（LF） | 左翼（LF） | 左翼（LF） | 左翼（LF） | 左翼（LF） | 左翼（LF） | 中堅（CF） | 中堅（CF） | 中堅（CF） | 中堅（CF） | 中堅（CF） | 中堅（CF） | 右翼（RF） | 右翼（RF） | 右翼（RF） | 右翼（RF） | 右翼（RF） | 右翼（RF） |
| 年 度 | 球 団 | 試 合      | 刺 殺      | 補 殺      | 失 策      | 併 殺      | 守 備 率   | 試 合      | 刺 殺      | 補 殺      | 失 策      | 併 殺      | 守 備 率   | 試 合      | 刺 殺      | 補 殺      | 失 策      | 併 殺      | 守 備 率   |
| ----- | ----- | ---------- | ---------- | ---------- | ---------- | ---------- | ---------- | ---------- | ---------- | ---------- | ---------- | ---------- | ---------- | ---------- | ---------- | ---------- | ---------- | ---------- | ---------- |
| 2023  | LAA   | 3          | 7          | 0          | 0          | 0          | 1.000      | 5          | 13         | 0          | 2          | 0          | .867       | 6          | 7          | 0          | 0          | 0          | 1.000      |
| MLB   | MLB   | 3          | 7          | 0          | 0          | 0          | 1.000      | 5          | 13         | 0          | 2          | 0          | .867       | 6          | 7          | 0          | 0          | 0          | 1.000      |

- 2023年度シーズン終了時

### 背番号
- 39（2023年 - 2024年）
- 80（2025年 - ）